# Neil van der Ploeg
Neil van der Ploeg (23 september 1987) is een Australisch wielrenner die anno 2018 rijdt voor Madison Genesis.

## Overwinningen
2009
1e en 4e etappe Ronde van Timor, Mountainbike
Eindklassement Ronde van Timor, Mountainbike
2013
5e etappe Ronde van Toowoomba
3e etappe Ronde van Adelaide
2014
1e, 3e (ploegentijdrit) en 5e etappe Ronde van Toowoomba
2015
Proloog en 1e etappe Ronde van Kumano
Puntenklassement Ronde van Kumano
2e etappe Ronde van China I

## Ploegen
- 2014 –  Avanti Racing Team
- 2015 –  Avanti Racing Team
- 2016 –  Avanti IsoWhey Sports
- 2017 –  IsoWhey Sports SwissWellness
- 2018 –  Madison Genesis

Beckinsale · Clark · Cooper · Davis · Donnelly · Dyball · Fetch · Flakemore · Giacoppo · Gunman · Haig · Jones · Law · Lovelock-Fay · O'Brien · Robinson · van der Ploeg
Aitcheson · Cooper · Crome · Giacoppo · F.Gough · R.Gough · Hamilton · Hucker · Karwowski · Lake · Lane · Mudgway · O'Brien · O'Connor · Shaw · Stevenson · van der Ploeg · Zenovich
Atkins · Cuming · Gunman · Handley · Holmes · Horton · McEvoy · Mundy · Pym · Rowsell · Swift · van der Ploeg